# Rheotanytarsus curtistylus
Rheotanytarsus curtistylus är en tvåvingeart som först beskrevs av Maurice Emile Marie Goetghebuer 1921.  Rheotanytarsus curtistylus ingår i släktet Rheotanytarsus och familjen fjädermyggor. Arten har ej påträffats i Sverige. Inga underarter finns listade i Catalogue of Life.